# Julio Feo
Julio Feo Zarandieta (Valencia, 1936) es un expolítico español del Partido Socialista Obrero Español.

## Trayectoria
Estudió en el Liceo Francés y seguidamente se licenció en Ciencias Políticas. Militante del PSOE, su trayectoria profesional estuvo muy vinculada a la de Felipe González, del que fue director de campaña en las elecciones generales de 1977, 1979, 1982 y 1986.
Tras las elecciones de 1982, González lo propone como secretario del Presidente (1982-1986), con rango de subsecretario  y seguidamente secretario general de la Presidencia del Gobierno, cargo en el que permanece hasta 1987. Entre 1984 y 1993 fue consejero de Patrimonio Nacional.
Desde finales de la década de 1980 abandonó la actividad política y se dedicó a actividades de consultoría.